# Хирш-Мартин, Холли
Хо́лли Ле́я Хирш-Ма́ртин (англ. Hallee Leah Hirsh-Martin; 16 декабря 1987, Омаха, Небраска, США) — американская актриса

 и продюсер короткометражных фильмов.

## Биография и карьера
Холли родилась на авиабазе Оффатт в Омахе, штат Небраска, дочь Дебора, военно-морского офицера, и офицера морской пехоты Майка Хирша. Она начала актёрскую карьеру, когда ей было 3 года, вместе со своим старшим братом Грегом.
Известна своими ролями как Мэтти в «Военно-юридической службе», Дейли в детском сериале «Затерянные на острове», а также как вторая (и финальная) актриса в роли Рейчел Грин в «Скорая помощь». Снимаясь вместе с Кристен Стюарт, Хирш играла роль Рейчел Бруин в «Говори».
С 30 ноября 2013 года Холли замужем за актёром Райаном Мартином. У супругов есть два сына — Огест Мартин (род. 29.05.2014) и Элоуэнн Ноэль Мартин (род. 16.12.2018).

## Избранная фильмография
| Год       |    | Русское название                  | Оригинальное название          | Роль                                  |
| --------- | -- | --------------------------------- | ------------------------------ | ------------------------------------- |
| 1993—1998 | с  | Позднее шоу с Дэвидом Леттерманом | Late Show with David Letterman | Различные персонажи                   |
| 1994      | с  | Субботним вечером в прямом эфире  | Saturday Night Live            | Кэролайн Джулиани / маленькая девочка |
| 1996      | с  | Как вращается мир                 | As the World Turns             | Энни Хасбрук                          |
| 1996      | с  | Все мои дети                      | All My Children                | имя персонажа неизвестно              |
| 1997      | ф  | Лолита                            | Lolita                         | Маленькая девочка в костюме кролика   |
| 1998      | ф  | Истинные ценности                 | One True Thing                 | Эллен в восемь лет                    |
| 1998      | ф  | Вам письмо                        | You've Got Mail                | Аннабелль Фокс                        |
| 1998—1999 | с  | Закон и порядок                   | Law & Order                    | Джиллиан Ланетти / Дженни Брандт      |
| 2000      | с  | Малкольм в центре внимания        | Malcolm in the Middle          | Джессика                              |
| 2000      | тф | Лучший подарок на Рождество       | The Ultimate Christmas Present | Эллисон Рейчел «Элли» Томпсон         |
| 2000      | с  | Справедливая Эми                  | Judging Amy                    | Джоди Ларсон Пруитт                   |
| 2001—2009 | с  | Скорая помощь                     | ER                             | Рейчел Грин                           |
| 2002      | с  | Молодые и дерзкие                 | The Young and the Restless     | Эбби                                  |
| 2002      | с  | Защитник                          | The Guardian                   | Андреа Каффи                          |
| 2003—2005 | с  | Boенно-юридическая служба         | JAG                            | Мэтти Грейс Джонсон                   |
| 2004      | ф  | Говори                            | Speak                          | Рейчел Бруин                          |
| 2004      | с  | Клиент всегда мёртв               | Six Feet Under                 | Кейтлин Элиз Столте                   |
| 2004      | с  | Уилл и Грейс                      | Will & Grace                   | Оливия Уокер                          |
| 2005      | ф  | Правила секса 2: Хэппиэнд         | Happy Endings                  | Мэми в 17 лет                         |
| 2005      | с  | Чaсти тела                        | Nip/Tuck                       | Мэдисон Берг                          |
| 2006      | с  | Анатомия страсти                  | Grey's Anatomy                 | Клэр                                  |
| 2006      | с  | Без следа                         | Without a Trace                | Малия Нортон                          |
| 2007      | с  | Юристы Бостона                    | Boston Legal                   | Мишель Кабот-Левинсон                 |
| 2007      | с  | Детектив Раш                      | Cold Case                      | Тина Куинн'98                         |
| 2008      | с  | Говорящая с призраками            | Ghost Whisperer                | Эми Бентон                            |
| 2008      | с  | Спасите Грейс                     | Saving Grace                   | София Уорд                            |
| 2008      | с  | 90210: Новое поколение            | 90210                          | Ханна                                 |
| 2009      | с  | Мыслить как преступник            | Criminal Minds                 | Кэрол                                 |
| 2009      | с  | Частная практика                  | Private Practice               | Мелисса                               |